# Вихрь (фильм, 2007)
«Вихрь» (англ. Slipstream) — артхаусный фильм в стилистике сюрреализма, сценаристом и режиссёром которого выступил Энтони Хопкинс. Премьерный показ состоялся в рамках кинофестиваля «Сандэнс» 20 января 2007 года.

## Сюжет
Стареющий сценарист Феликс Бонхёффер пребывает в пограничном состоянии, смешивая восприятие реальности с собственными мыслями и фантазиями. Он увлечен работой над новым киносценарием о таинственном убийстве, и не может осознать, что им постепенно завладевают иллюзии. Феликс сбит с толку, когда во время съёмок фильма, его персонажи начинают появляться в его жизни, а он сам оказывается в вымышленном мире.

## В ролях
| Актёр              | Роль                                  |
| ------------------ | ------------------------------------- |
| Энтони Хопкинс     | Феликс Бонхёффер                      |
| Стелла Арройяве    | Джина Бонхёффер                       |
| Кристиан Слейтер   | Рэй / Мэтт Доббс / второй полицейский |
| Джон Туртурро      | Харви Брикмэн                         |
| Кэмрин Мангейм     | Барбара                               |
| Джеффри Тэмбор     | Гик / Джеффри / доктор Гикмэн         |
| Эпата Меркерсон    | Бонни                                 |
| Фионнула Флэнаган  | Бэтти Ластиг                          |
| Кристофер Лоуфорд  | Ларс                                  |
| Майкл Кларк Дункан | Морт / Фил                            |
| Кевин Маккарти     | играет самого себя                    |
| Лиза Пеппер        | Трейси                                |
| Гэвин Грейзер      | Гэвин                                 |
| Аарон Такер        | шофёр / Аарон                         |
| Лана Антонова      | Лили                                  |

## История создания
Энтони Хопкинс создал сценарий этого фильма ради забавы, решив подразнить кинематографистов, которые относятся к себе и своей работе слишком серьёзно. По его словам, начиная сочинять, он не знал, во что это может превратиться — сюжет развивался спонтанно.
Он послал сценарий на рецензию Стивену Спилбергу, который одобрил, как были написаны диалоги, но предупредил, что запустить в производство такой фильм будет сложно. К сценарию проявляли интерес некоторые киностудии и продюсеры, с которыми обычно сотрудничает Хопкинс, но актёр отказался от их содействия, желая самостоятельно произвести окончательный монтаж. Он сам изыскал на кинопроизводство около $10 млн. Одним из продюсеров стала его жена — Стелла Арройяве, которая тоже снялась в фильме.
Съёмки происходили летом 2006 года в Лос-Анджелесе и в одном из пустынных районов Калифорнии. При монтаже использовались цифровые технологии, чтобы достичь в определенных сценах эффекта быстрой смены кадров. Энтони Хопкинс сочинил также к фильму саундтрек, а во время записи музыки дирижировал оркестром.

## Награды
- 2007 — приз Малого жюри (англ. Youth Jury Award) на международном кинофестивале в Локарно (англ. Locarno International Film Festival)